# Gompholobium nitidum
Gompholobium nitidum är en ärtväxtart som beskrevs av George Bentham. Gompholobium nitidum ingår i släktet Gompholobium och familjen ärtväxter. Inga underarter finns listade i Catalogue of Life.